# توسلينك
توسلينك (بالإنجليزية: TOSLINK)‏ ، هي توصيلة السلك الصوتي، والتي أنتجها شركة توشيبا اليابانية، حيث تعمل نظام توسلينك لدعم ضبط الشكلي للصوت ودعم أنظمة الفيديو كأقراص السي دي ودي في دي وغير ذلك.

## وصلات خارجية
- TOSLINK Interconnect History & Basics
- Educational resource answering the most common questions about TOSLink Optical Audio